# Islas Salomón en la Copa de las Naciones de la OFC 2024
La selección de las Islas Salomón fue uno de los ocho equipos participantes de la Copa de las Naciones de la OFC 2024, realizada en Fiyi y Vanuatu entre el 15 y el 30 de junio. Fue la novena participación en el certamen continental.
Fueron emparejados en el Grupo A junto con las Nueva Caledonia, Nueva Zelanda y Vanuatu, pero la selección neocaledonia se retiró.
Al ser derrotados en sus dos encuentros, quedaron eliminados en primera ronda.

## Enfrentamientos previos
| Fecha               | Lugar   |               |                          | Resultado |                 |      |
| ------------------- | ------- | ------------- | ------------------------ | --------- | --------------- | ---- |
| 18 de marzo de 2024 | Honiara | Islas Salomón | Bandera de Islas Salomón | 2:1 (0:1) | Bandera de Fiyi | Fiyi |
| 20 de marzo de 2024 | Honiara | Islas Salomón | Bandera de Islas Salomón | 0:2 (0:1) | Bandera de Fiyi | Fiyi |

## Jugadores
Jacob Moli entregó la lista definitiva el 28 de mayo.
Datos correspondientes al día de inicio del torneo
| #  | Nombre           | Posición         | Edad | PJ Sel | Club                     |
| -- | ---------------- | ---------------- | ---- | ------ | ------------------------ |
| 1  | Philip Mango     | Arquero          | 28   | 36     | Central Coast            |
| 2  | Allen Peter      | Defensor         | 28   | 16     | Solomon Warriors         |
| 3  | Leon Kofana      | Defensor         | 21   | 14     | Rewa FA                  |
| 4  | David Junior     | Defensor         | 22   | 4      | Solomon Warriors         |
| 5  | Javin Wae        | Defensor         | 21   | 15     | Central Coast            |
| 6  | Hudson Oreinima  | Mediocampista    | 35   | 0      | Solomon Warriors         |
| 7  | Junior Fordney   | Delantero        | 24   | 3      | Central Coast            |
| 8  | Tigi Molea       | Mediocampista    | 31   | 6      | Henderson Eels           |
| 9  | John Orobulu     | Delantero        | 23   | 8      | Henderson Eels           |
| 10 | Raphael Lea'i    | Delantero        | 20   | 16     | Velež Mostar             |
| 11 | Gagame Feni      | Delantero        | 31   | 32     | Solomon Warriors         |
| 12 | Michael Laulae   | Arquero          | 22   | 2      | Henderson Eels           |
| 13 | Atkin Kaua       | Mediocampista    | 28   | 35     | Laugu United             |
| 14 | Calvin Ohasio    | Defensor         | 24   | 7      | Central Coast            |
| 15 | Joses Nawo       | Mediocampista    | 36   | 50     | Kossa                    |
| 16 | Bobby Leslie     | Delantero        | 24   | 8      | Central Coast            |
| 17 | Alvin Hou        | Delantero        | 27   | 22     | Solomon Warriors         |
| 18 | Hadyn Irodao     | Mediocampista    | 21   | 0      | Central Coast            |
| 19 | Steven Koti      | Defensor         | 22   | 0      | Kossa                    |
| 20 | Harold Nauania   | Arquero          | 26   | 1      | Waneagu United           |
| 21 | David Supa       | Defensor         | 23   | 11     | Central Coast            |
| 22 | Prince Tahanipue | Defensor         | 29   | 7      | Henderson Eels           |
| 23 | Marlon Tahioa    | Mediocampista    | 25   | 8      | Central Coast            |
| DT | Jacob Moli       | Director técnico | 56   | -      | Bandera de Islas Salomón |

## Participación

### Primera fase
| Equipo          | Pts      | PJ       | PG       | PE       | PP       | GF       | GC       | Dif.     |
| --------------- | -------- | -------- | -------- | -------- | -------- | -------- | -------- | -------- |
| Nueva Zelanda   | 3        | 1        | 1        | 0        | 0        | 3        | 0        | 3        |
| Vanuatu (A)     | 3        | 1        | 1        | 0        | 0        | 1        | 0        | 1        |
| Islas Salomón   | 0        | 2        | 0        | 0        | 2        | 0        | 4        | −4       |
| Nueva Caledonia | Retirada | Retirada | Retirada | Retirada | Retirada | Retirada | Retirada | Retirada |

| 1          | Guardameta     | Philip Mango  |     |
| 4          | Defensa        | David Junior  |     |
| 3          | Defensa        | Leon Kofana   |     |
| 5          | Defensa        | Javin Wae     |     |
| 14         | Defensa        | Calvin Ohasio |     |
| 15         | Centrocampista | Joses Nawo    |     |
| 8          | Centrocampista | Tigi Molea    | 86' |
| 13         | Centrocampista | Atkin Kaua    |     |
| 17         | Centrocampista | Alvin Hou     | 45' |
| 10         | Delantero      | Raphael Lea'i |     |
| 23         | Delantero      | Marlon Tahioa | 86' |
| Entrenador | Entrenador     | Jacob Moli    |     |

| 12         | Guardameta     | Dgen Leo            |     |
| 3          | Defensa        | Timothy Bouley      |     |
| 4          | Defensa        | Brian Kaltack       |     |
| 6          | Defensa        | Jason Thomas        |     |
| 5          | Defensa        | Jared Clark         |     |
| 16         | Centrocampista | John Alick          | 76' |
| 11         | Centrocampista | Tasso Jeffrey       |     |
| 10         | Centrocampista | Bong Kalo           | 90' |
| 15         | Delantero      | Godine Tenene       |     |
| 9          | Delantero      | Alex Saniel         | 76' |
| 13         | Delantero      | Jonathan Spokeyjack | 67' |
| Entrenador | Entrenador     | Juliano Schmeling   |     |

| 16 | Delantero      | Bobby Leslie    | 45' |
| 6  | Centrocampista | Hudson Oreinima | 86' |
| 9  | Delantero      | John Orobulu    | 86' |

| 18 | Delantero      | Kensi Tangis   | 67' |
| 8  | Centrocampista | Claude Aru     | 76' |
| 14 | Centrocampista | John Wohale    | 76' |
| 20 | Centrocampista | Alick Worworbu | 90' |

| Anotado | 72' | Kensi Tangis | 0 - 1 |

| Amonestado | 45' | Marlon Tahioa |
| Amonestado | 81' | Atkin Kaua    |

| Amonestado | 33' | Jared Clark |

| Árbitro             | Veer Singh        |
| Árbitros asistentes | Avinesh Narayan   |
|                     | Malaetala Salanoa |
| Cuarto árbitro      | David Yareboinen  |

| 1          | Guardameta     | Philip Mango  |     |
| 4          | Defensa        | David Junior  |     |
| 3          | Defensa        | Leon Kofana   |     |
| 5          | Defensa        | Javin Wae     |     |
| 14         | Defensa        | Calvin Ohasio |     |
| 15         | Centrocampista | Joses Nawo    |     |
| 8          | Centrocampista | Tigi Molea    | 86' |
| 13         | Centrocampista | Atkin Kaua    |     |
| 17         | Centrocampista | Alvin Hou     | 45' |
| 10         | Delantero      | Raphael Lea'i |     |
| 23         | Delantero      | Marlon Tahioa | 86' |
| Entrenador | Entrenador     | Jacob Moli    |     |

| 12         | Guardameta     | Dgen Leo            |     |
| 3          | Defensa        | Timothy Bouley      |     |
| 4          | Defensa        | Brian Kaltack       |     |
| 6          | Defensa        | Jason Thomas        |     |
| 5          | Defensa        | Jared Clark         |     |
| 16         | Centrocampista | John Alick          | 76' |
| 11         | Centrocampista | Tasso Jeffrey       |     |
| 10         | Centrocampista | Bong Kalo           | 90' |
| 15         | Delantero      | Godine Tenene       |     |
| 9          | Delantero      | Alex Saniel         | 76' |
| 13         | Delantero      | Jonathan Spokeyjack | 67' |
| Entrenador | Entrenador     | Juliano Schmeling   |     |

| 16 | Delantero      | Bobby Leslie    | 45' |
| 6  | Centrocampista | Hudson Oreinima | 86' |
| 9  | Delantero      | John Orobulu    | 86' |

| 18 | Delantero      | Kensi Tangis   | 67' |
| 8  | Centrocampista | Claude Aru     | 76' |
| 14 | Centrocampista | John Wohale    | 76' |
| 20 | Centrocampista | Alick Worworbu | 90' |

| Anotado | 72' | Kensi Tangis | 0 - 1 |

| Amonestado | 45' | Marlon Tahioa |
| Amonestado | 81' | Atkin Kaua    |

| Amonestado | 33' | Jared Clark |

| Árbitro             | Veer Singh        |
| Árbitros asistentes | Avinesh Narayan   |
|                     | Malaetala Salanoa |
| Cuarto árbitro      | David Yareboinen  |

| 12         | Guardameta     | Alex Paulsen      |     |
| 2          | Defensa        | Tim Payne         | 75' |
| 4          | Defensa        | Tyler Bindon      |     |
| 5          | Defensa        | Finn Surman       |     |
| 16         | Defensa        | Sam Sutton        |     |
| 14         | Centrocampista | Ben Old           | 63' |
| 8          | Centrocampista | Alex Rufer        |     |
| 6          | Centrocampista | Cameron Howieson  | 82' |
| 11         | Centrocampista | Elijah Just       | 75' |
| 9          | Delantero      | Ben Waine         | 63' |
| 7          | Delantero      | Kosta Barbarouses |     |
| Entrenador | Entrenador     | Darren Bazeley    |     |

| 1          | Guardameta     | Philip Mango     |     |
| 4          | Defensa        | David Junior     |     |
| 3          | Defensa        | Leon Kofana      | 46' |
| 2          | Defensa        | Allen Peter      | 34' |
| 5          | Defensa        | Javin Wae        |     |
| 14         | Defensa        | Calvin Ohasio    |     |
| 11         | Centrocampista | Gagame Feni      |     |
| 15         | Centrocampista | Joses Nawo       |     |
| 13         | Centrocampista | Atkin Kaua       | 65' |
| 22         | Centrocampista | Prince Tahanipue | 46' |
| 9          | Delantero      | John Orobulu     | 65' |
| Entrenador | Entrenador     | Jacob Moli       |     |

| 19 | Centrocampista | Jesse Randall     | 63' |
| 21 | Delantero      | Max Mata          | 63' |
| 3  | Defensa        | Lukas Kelly-Heald | 75' |
| 18 | Delantero      | Oskar van Hattum  | 75' |
| 20 | Centrocampista | Fin Conchie       | 82' |

| 10 | Delantero      | Raphael Lea'i   | 34' |
| 8  | Centrocampista | Tigi Molea      | 46' |
| 21 | Defensa        | David Supa      | 46' |
| 6  | Centrocampista | Hudson Oreinima | 65' |
| 18 | Centrocampista | Hadyn Irodao    | 65' |

| Anotado | 6'  | Ben Waine         | 1 - 0 |
| Anotado | 11' | Ben Waine         | 2 - 0 |
| Anotado | 45' | Kosta Barbarouses | 3 - 0 |

| Amonestado | 25' | John Orobulu |

| Árbitro             | David Yareboinen  |
| Árbitros asistentes | Folio Moeaki      |
|                     | Malaetala Salanoa |
| Cuarto árbitro      | Teremoana Roihau  |

| 12         | Guardameta     | Alex Paulsen      |     |
| 2          | Defensa        | Tim Payne         | 75' |
| 4          | Defensa        | Tyler Bindon      |     |
| 5          | Defensa        | Finn Surman       |     |
| 16         | Defensa        | Sam Sutton        |     |
| 14         | Centrocampista | Ben Old           | 63' |
| 8          | Centrocampista | Alex Rufer        |     |
| 6          | Centrocampista | Cameron Howieson  | 82' |
| 11         | Centrocampista | Elijah Just       | 75' |
| 9          | Delantero      | Ben Waine         | 63' |
| 7          | Delantero      | Kosta Barbarouses |     |
| Entrenador | Entrenador     | Darren Bazeley    |     |

| 1          | Guardameta     | Philip Mango     |     |
| 4          | Defensa        | David Junior     |     |
| 3          | Defensa        | Leon Kofana      | 46' |
| 2          | Defensa        | Allen Peter      | 34' |
| 5          | Defensa        | Javin Wae        |     |
| 14         | Defensa        | Calvin Ohasio    |     |
| 11         | Centrocampista | Gagame Feni      |     |
| 15         | Centrocampista | Joses Nawo       |     |
| 13         | Centrocampista | Atkin Kaua       | 65' |
| 22         | Centrocampista | Prince Tahanipue | 46' |
| 9          | Delantero      | John Orobulu     | 65' |
| Entrenador | Entrenador     | Jacob Moli       |     |

| 19 | Centrocampista | Jesse Randall     | 63' |
| 21 | Delantero      | Max Mata          | 63' |
| 3  | Defensa        | Lukas Kelly-Heald | 75' |
| 18 | Delantero      | Oskar van Hattum  | 75' |
| 20 | Centrocampista | Fin Conchie       | 82' |

| 10 | Delantero      | Raphael Lea'i   | 34' |
| 8  | Centrocampista | Tigi Molea      | 46' |
| 21 | Defensa        | David Supa      | 46' |
| 6  | Centrocampista | Hudson Oreinima | 65' |
| 18 | Centrocampista | Hadyn Irodao    | 65' |

| Anotado | 6'  | Ben Waine         | 1 - 0 |
| Anotado | 11' | Ben Waine         | 2 - 0 |
| Anotado | 45' | Kosta Barbarouses | 3 - 0 |

| Amonestado | 25' | John Orobulu |

| Árbitro             | David Yareboinen  |
| Árbitros asistentes | Folio Moeaki      |
|                     | Malaetala Salanoa |
| Cuarto árbitro      | Teremoana Roihau  |